# Quận Greene, Missouri
Quận Greene là một quận nằm ở phía Tây Nam tiểu bang Missouri, Hoa Kỳ. Tính đến thời điểm năm 2000, dân số quận là 240.391 người. Một ước tính năm 2008 cho thấy dân số của quận là 266.944 người, khiến cho nó là quận đông dân thứ năm tại tiểu bang Missouri. Quận lỵ của nó là Springfield6. Quận này được tổ chức vào năm 1833 và được đặt tên theo nhà cách mạng Hoa Kỳ Tổng Nathanael Greene.
Quận Greene là một phần của Vùng đô thị Springfield, Missouri.

## Nhân khẩu học
Theo điều tra dân số 2 năm 2000, quận đã có 240.391 người, 97.859 hộ gia đình, và 61.846 gia đình sống trong quận hạt. Mật độ dân số là 356 người trên một dặm vuông (138/km ²). Có 104.517 đơn vị nhà ở mật độ trung bình của 155 trên một dặm vuông (60/km ²). Cơ cấu chủng tộc của quận bao gồm 93,54% người da trắng, 2,26% da đen hay Mỹ gốc Phi, 0,66% người Mỹ bản xứ, 1,13% châu Á, Thái Bình Dương 0,06%, 0,67% từ các chủng tộc khác, và 1,68% từ hai hoặc nhiều chủng tộc. Khoảng 1,84% dân số là người Hispanic hay Latino thuộc một chủng tộc nào.
Có 97.859 hộ, trong đó 28,30% có trẻ em dưới 18 tuổi sống chung với họ, 50,00% là đôi vợ chồng sống với nhau, 9,80% có một chủ hộ nữ và không có chồng, và 36,80% là các gia đình không. 29,10% hộ gia đình đã được tạo ra từ các cá nhân và 9,70% có người sống một mình 65 tuổi hoặc lớn tuổi hơn là người. Cỡ hộ trung bình là 2,34 và cỡ gia đình trung bình là 2,89.
Trong dân số quận đã được trải ra với 22,30% dưới độ tuổi 18, 13,80% 18-24, 28,60% 25-44, 21,80% từ 45 đến 64, và 13,60% từ 65 tuổi trở lên người. Độ tuổi trung bình là 35 năm. Đối với mỗi 100 nữ có 94,40 nam giới. Đối với mỗi 100 nữ 18 tuổi trở lên, đã có 91,20 nam giới.
Thu nhập trung bình cho một hộ gia đình trong quận đạt 44.185 USD, và thu nhập trung bình cho một gia đình là 56.047 USD. Phái nam có thu nhập trung bình 30.672 USD so với 21.987 USD cho phái nữ. Thu nhập bình quân đầu người thu nhập cho quận là 25.770 USD. Có 7,60% gia đình và 12,10% dân số sống dưới mức nghèo khổ, bao gồm 13,60% những người dưới 18 tuổi và 7,50% của những người 65 tuổi hoặc hơn. 